# NGC 5322
NGC 5322 je eliptická galaxie v souhvězdí Velké medvědice. Objevil ji William Herschel 19. března 1790.
Od Země je vzdálená přibližně 104 milionů světelných let.
Na obloze leží v severovýchodní části souhvězdí na spojnici mezi hvězdami Mizar a Thuban (α Dra). Je viditelná i menšími hvězdářskými dalekohledy
a je nejjasnějším členem skupiny galaxií, která má označení LGG 360. Řadí se mezi Seyfertovy galaxie
a hmotnost černé díry v jejím aktivním galaktickém jádru se odhaduje na 108,51 ± 0,40 (130 až 810 milionů) hmotností Slunce.